# Cahya Negeri
Cahya Negeri is een bestuurslaag in het regentschap Lampung Barat van de provincie Lampung, Indonesië. Cahya Negeri telt 444 inwoners (volkstelling 2010).